# Logo (PLC)

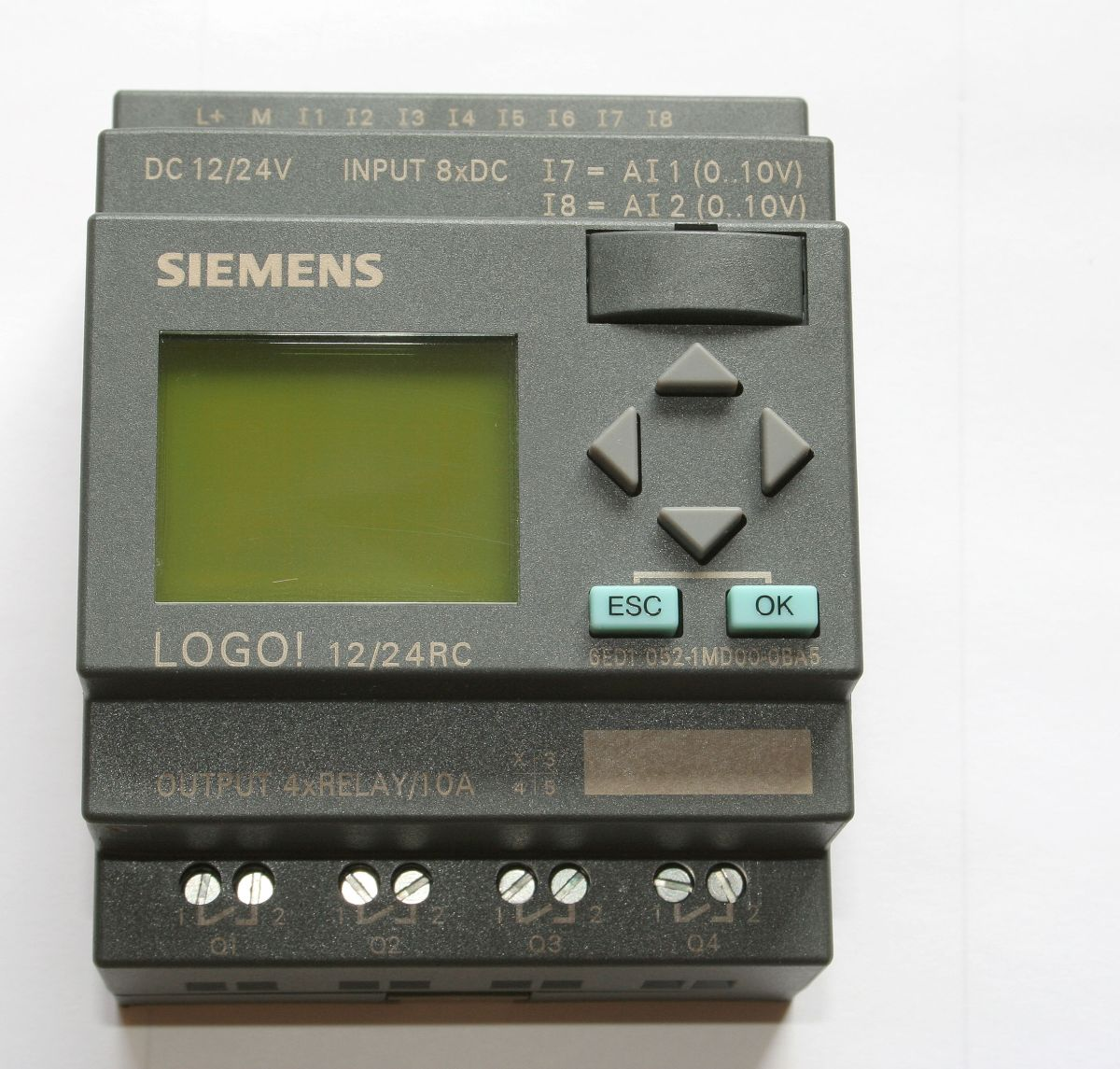
Siemens Logo 12/24RC

Logo! – uniwersalny sterownik PLC firmy Siemens służący do przełączania i sterowania zarówno w zastosowaniach domowych jak i przemysłowych. 
Ideą powstania Logo! było stworzenie łatwego w obsłudze modułu, który zastąpiłby tradycyjne sterowania wykonane w oparciu o przekaźniki i styczniki. Logo! posiada gotowe bloki funkcyjne, które w prosty sposób łączy się ze sobą tworząc w ten sposób program. Logo! można programować z przycisków znajdujących się na obudowie lub za pomocą programu Logo!Soft Comfort. Sterownik Logo! umożliwia sterowanie oświetleniem, roletami, żaluzjami, systemami grzewczymi i klimatyzacyjnymi oraz szeregiem innych urządzeń w gospodarstwie domowym. Logo! znajduje również zastosowanie w przemyśle do budowy układów sterowania i automatyzacji maszyn. Logo! posiada dopuszczenia do zastosowań na statkach morskich.